# Dicranum conglomeratum
Dicranum conglomeratum là một loài rêu trong họ Dicranaceae. Loài này được Brid. Wallr. mô tả khoa học đầu tiên năm 1831.